# Disparu à jamais
 (novembre 2012).
Si vous disposez d'ouvrages ou d'articles de référence ou si vous connaissez des sites web de qualité traitant du thème abordé ici, merci de compléter l'article en donnant les références utiles à sa vérifiabilité et en les liant à la section « Notes et références ».
Disparu à jamais (titre original : Gone for Good) est un roman policier américain de Harlan Coben publié en 2002.

## Résumé
Dans son adolescence, Will est admiratif de son frère aîné, Ken. Une nuit, Julie, l'ex-petite amie de Will, est retrouvée morte après avoir été violée, et Ken est le principal accusé. Ken prend la fuite et le monde de Will s'écroule.
Onze ans plus tard, la mère de Will lui dit que son frère Ken est vivant. Quelques jours après, Sheila, nouvelle amie de Will, disparaît. Katy, la sœur de Julie, dit à Will avoir revu Ken. Sheila est tuée. Will apprend qu'elle avait une fille de douze ans : Carly. Katy commence à découvrir les nombreux secrets quand il apprend que Julie et Sheila étaient amies.

## Adaptations
Le roman a été adapté en mini-série, Disparu à jamais, pour Netflix en 2020. Dans cette version, l'intrigue a été déplacée dans la région de Nice.

## Lien avec l'affaire Xavier Dupont de Ligonnès
La police a trouvé ce roman dans les affaires de Xavier Dupont de Ligonnès à Nantes. Le père de famille a  été vu aussi avec un autre roman, Glacé, de Bernard Minier.